# Спиро Гайдарджиев
Спиро Георгиев Гайдарджиев е български предприемач и революционер, скопски деец на Вътрешната македоно-одринска революционна организация.

## Биография
Гайдарджиев е роден в 1874 година в Скопие, тогава в Османската империя. Завършва българското педагогическо училище в родния си град. Влиза във ВМОРО и е сред основателите на революционното дело в окръга, като е член на местния комитет.
Арестуван е в 1903 година. В османски документ пише: Спиро, син на Георги от махалата Табак Шахин в Скопие, българин православен, арестуван на 26 юни 1903 година. Обвинен е в „организиране на комитет в Скопие и участие в бунтовническите подготовки, в които с револвер е убит Стоян, търговец на строителен дървен материал, когото планирали да го убият, защото не им давал парите, поискани за поддръжка на делата на комитета; при това бил ранен и Търпе, който бил до Стоян“. Осъден е на 6 години затвор в твърдина. Амнистиран с общата амнистия от 12 април 1904 година.
Общо е арестуван от властите и осъждан на различни срокове затвор 6 пъти, два от които - на смърт, от османската и от установената в 1912 година сръбска власт. И двата пъти го спасява сестра му Цена Гайдарджиева, първия път чрез австрийския, втория път - чрез руския консул.
В 1913 година Гайдарджиев е принуден да бяга нелегално в България. Установява се в София, в Павлово. В 1917 година подписва Мемоара на българи от Македония от 27 декември 1917 година. Участва като делегат на общия конгрес на македонските бежанци от 1923 година. Отваря собствено предприятие за преработка на термореактивни смоли през 1934 година. Има четири деца, три момчета и едно момиче. Съпругът на дъщеря му, родом от град Прилеп, Крьстьо Иванов Петров, също е активен член на ВМОРО и български офицер. В 1929 година е избран в Националния комитет на македонските братства.
След Деветосептемврийския преврат в 1944 година фабриката му е национализирана, а семейството му - подложено на репресии и гонения.
Умира през 1962 година или през 1968 година.